# Strażnica Zachodnia
Strażnica Zachodnia – dwutygodnik wydawany przez Związek Obrony Kresów Zachodnich, jedno z dwóch pism wydawanych przez ZOKZ o tym samym tytule (drugim był kwartalnik Strażnica Zachodnia).
Wywodził się z "Biuletynu ZOKZ", drukowano w nim najświeższe wiadomości z zakresu aktualnych zagadnień dotyczących stosunków polsko-niemieckich oraz bieżącej działalności ZOKZ.
Ukazywał się od marca 1927 r. w nakładzie 1000 egzemplarzy rozsyłanych według rozdzielnika. Pismo spełniało rolę informatora dla zarządów ZOKZ oraz jego członków i sympatyków. Artykuły wstępne oraz kroniki miały służyć zarządom jako materiał informacyjny do opracowania referatów na zebrania miesięczne.
Od lutego 1933 r. przekształcona w inny dwutygodnik ZOKZ – "Front Zachodni".